# Vandeleuria oleracea
Vandeleuria oleracea es una especie de roedor de la familia Muridae.
Mide 7–9 cm. La cola es de 10–12 cm. El dorso es marrón rojizo, más claro hacia los lados hasta maarrón amarillento. El vientre es blanco marronáceo. La cola es larga y oscura con un penacho oscuro en el extremo. Las patas posteriores son más bien grandes con uñas en vez de garras en los dedos.
Se encuentra en la región indomalaya (excepto Sondalandia). 